# Zalaboldogfa
Zalaboldogfa község Zala vármegyében, a Zalaegerszegi járásban.

Boldogfai Farkas Ferenc (1713–1770) zalai alispán (sümegi Urunk Mennybemenetele temploma karzatán)

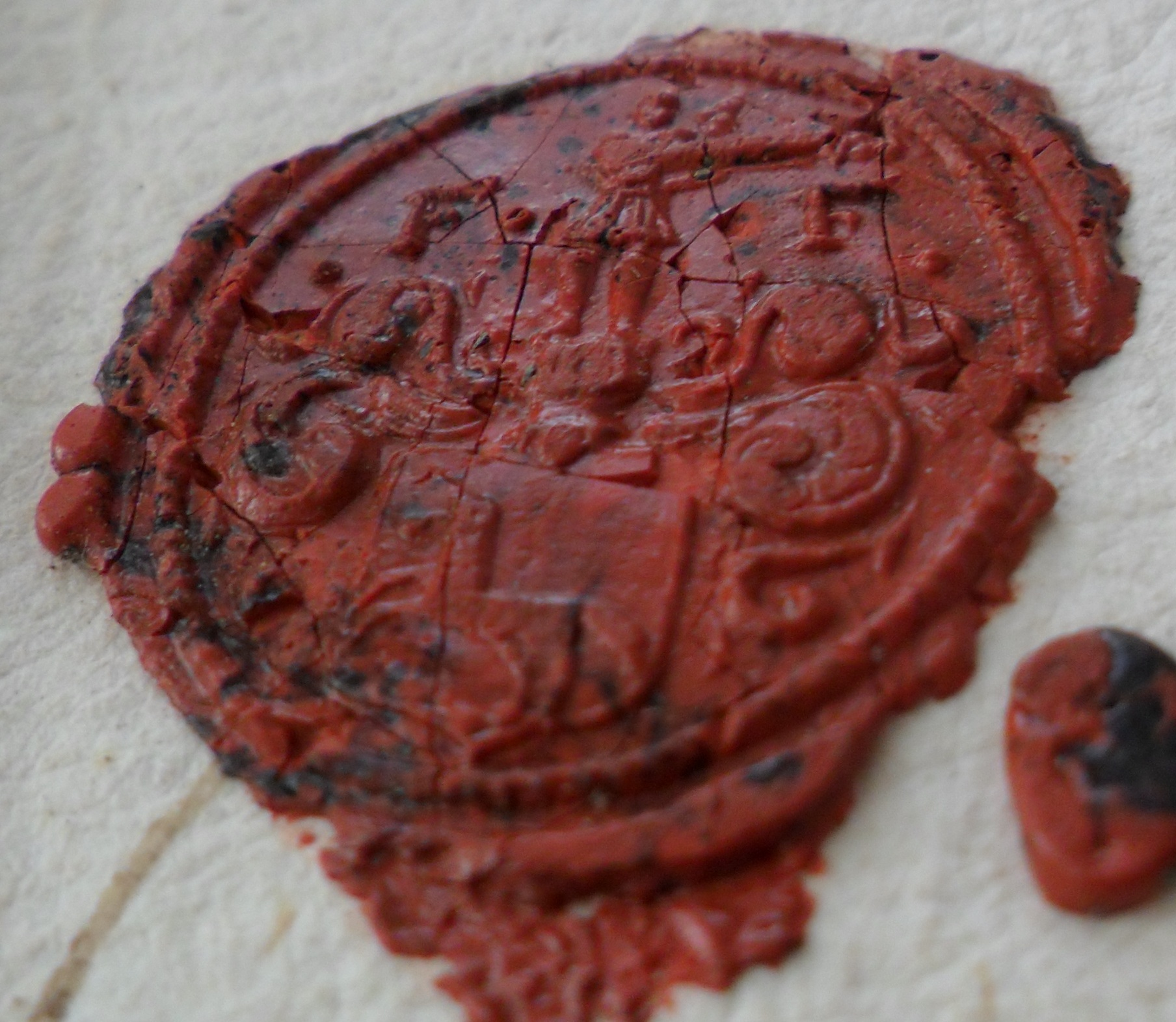
Boldogfai Farkas Ferenc (1713–1770), Zala vármegyei alispán, táblabíró, címeres viaszpecsétje

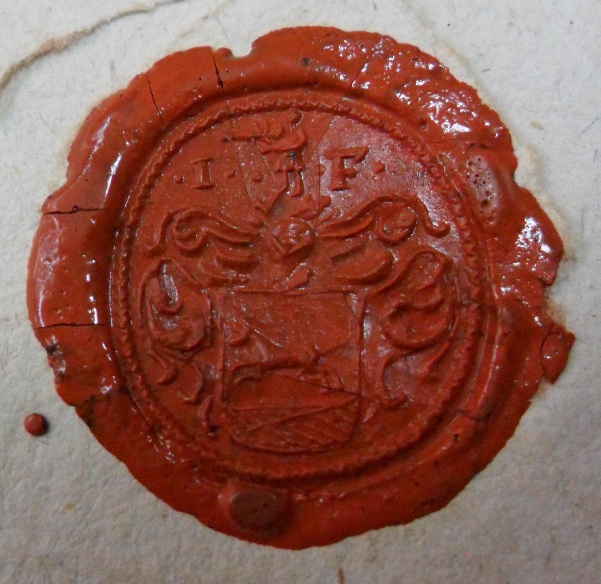
Boldogfai Farkas János (1741–1788), Zala vármegye főjegyzője, helyettes alispán címeres viaszpecsétje

## Fekvése
A megyeszékhely, Zalaegerszeg északnyugati szomszédságában található, az itt nyugat-keleti irányt követő Zala bal (északi) parti oldalán, a folyótól jó 3 kilométerre.
A további, közvetlenül határos települések: észak felől Telekes, északkelet felől Kiskutas, délnyugat felől Bagod és Vitenyéd, északnyugat felől pedig Szentpál (mindkét utóbbi Bagod része).

### Megközelítése
Csak közúton érhető el, a 76-os főútról Bagod településnél észak felé letérve, a 74 109-es, majd a 74 111-es számú mellékúton, vagy keleti irányból, Zalaegerszeg Hatház nevű településrészén keresztül, önkormányzati utakon.
Vasútvonal nem érinti, a legközelebbi vasúti csatlakozási lehetőséget a Boba–Bajánsenye-vasútvonal Bagod megállóhelye kínálja, néhány kilométerre délre.

## Története
Zalaboldogfa nevét 1411-ben említették először az oklevelek Boldogasszonyfalva néven (Bodogazonfalua írásmóddal). 1478-ban Bodogazzonfalwa, 1549-ben Boldogffolwa, 1627-ben Bodogfa, 1898-ban pedig Zalaboldogfa alakban írták nevét. A régi nyelvben boldog szavunk a "szent" szinonimája volt, mig asszony szó "királynő, úrnő" értelemben volt használatos, amelyet Szűz Máriára vonatkoztattak. A település tehát a középkorban a Szűz Mária tiszteletére szentelt templomról kapta elnevezését.
1428-ban már országos vásártartási jogot kapott Zsigmond királytól, e joga még 1479-ben is megvolt, tehát már ekkor a magyar városok közt tartották számon.
Zalaboldogfa egykori birtokosai az (ollári) Tompa, Loránti és (gersei) Pethő családok voltak, viszont az a 17. század közepénél megjelenik a Hajgató család, és majd alsóeőri Farkas Mihály (fl. 1656–1664), törökverő megvásárolt egy birtokot a század második felében. Onnantól leszármazottjai lesznek a Boldogfai Farkas család, akik fontos megyei közigazgatási szerepet fognak tölteni a következő évszázadokban, köztük: alsóeőri Farkas Mihály fia boldogfai Farkas János (†1724) aki alszolgabíró és utána helyettes főszolgabíró volt, valamint ennek a fia boldogfai Farkas Ferenc (1713-1770) zalai alispán, akinek összesen 10 úrbéri birtoka, amelyek 697 úrbéri holdot alkottak megye szerte. Ferenc alispán fia, boldogfai Farkas János (1741-1788) Zala vármegye főjegyzője volt, és ennek a János főjegyzőnek a fiai, boldogfai Farkas János Nepomuk (1774-1847) zalai helyettes alispán, jogász, táblabíró, alsó- és felsőbagodi birtokos, és boldogfai Farkas Ferenc (1779-1844), jogász, táblabíró, boldogfai földbirtokos voltak.[1].
A 18. század közepén fokozatosan kezdett növekedni a helyi nemesi lakosság a házasságok révén. Dereskey Ferenc (1744-1785), idősebb Dereskey Ferenc földbirtokos és boldogfai Farkas Katalin (1701-1783) házasságából született; Dereskey Ferencné Farkas Katalin joga révén ez a család szintén lett birtokos Boldogfán. Szintén odakerült 1780-ban felsőkáldi Káldy József (1754-1797) miután feleségül vette Kovács Annát (1763-1818), Kovács Boldizsár és Szladovits Anna lányát Szladovits Anna (1730-1783), korábban Balla István (1745-1780) felesége volt, akinek az öccse Balla Dániel (1748-1804) 1782-ben feleségül vette felsőkáldi Káldy Teréz(1753-?), Zsigmond és felsőkáldi Káldy Julia lányát.
Mária Terézia korában szerepelnek mint boldogfai birtokosok: Balla István, akinek 47 holja van, Dereskey János, akinek nem volt úrbéri holdja, boldogfai Farkas Ferenc akinek 34 úrbéri holdja, és Kovács Boldizsár akinek se volt úrbéri holdja a településen. Később szentgyörgyvölgyi Horváth György (1806-1860) feleségül vette Szladovits Magdát (1809-1859), Szladovits József (1773-1829) és boldogfai Farkas Mária (1783-1819) lányát, és odaköltözvén ott halt meg.
Boldogfai Farkas János zalai helyettes alispán feleségével, besenyői és velikei Skublics Angélával elköltözött Bagodba, ahol több birtokot vásárolt. Öccsére, az agglegény boldogfai Farkas Ferenc (1779–1844) táblabíróra ráhagyta a boldogfai birtokot és az ottani kúriát. Farkas Ferenc táblabírónak és késői feleségének, Joó Borbála (1811-1881) házasságából származó legidősebbik gyermeke, ifjabb boldogfai Farkas Ferenc (1838–1908) Zala vármegye számvevője, pénzügyi számellenőre, vármegyei bizottsági tag, földbirtokos, aki kényszerült idős korára a zalaboldogfai földbirtokot eladni és testvéreivel osztozkodni. Édesanyja, boldogfai Farkas Ferencné Joó Borbála (1811-1881) halála után, a boldogfai major és jószágot eladták; házasság révén, ifjabb boldogfai Farkas Ferenc Andráshidára költözött, ahol földbirtokos lett felesége, nemesnépi Marton Zsófia (1842–1900) révén. Farkas Ferenc számvevő és Marton Zsófia gyermeke dr. boldogfai Farkas István (1875-1921), jogász, a sümegi járás főszolgabírája, volt az utolsó tagja a boldogfai Farkas családnak, aki még Zalaboldogfán született.
1886-ban az Alsóbagodon lakó nemes Csertán Károly (1845–1919), zalai alispán már szerepelt mint Zalaboldogfa legjelentősebb földbirtokosa; az 1897-ben megjelent Magyar Korona országainak mezőgazdasági statisztikája II. Gazdacímtárában Csertán Károly összesen 548 kataszter holdat birtokolt Boldogfán. Csertán Károly anyai nagyanyja; boldogfai Farkas Marianna (1783-1819) asszony, szladeoviczi Szladovits József (1773-1829) táblabírónak a felesége, és egyben idősebb boldogfai Farkas Ferenc (1779–1844) táblabírónak a húga volt. Érdemes megjegyezni, hogy emellett akkoriban Csertán Károlynak Alsóbagodban 224 kataszteri holdas földbirtoka is volt. A következő zalaboldogfai földbirtokos a szintén alsobagódi lakos miskei és monostori Thassy Kristóf (1887–1959) országgyűlési képviselő lett, aki feleségül vette nemes Csertán Margit (1893–1982) kisasszonyt, Csertán Károly alispán lányát. 1945-ben Thassy Kristóf és neje Csertán Margit minden jogát veszítették el a zalaboldogfai uradalmuk kapcsán. A zalaboldagfai Thassy uradalomból jelentős mennyiségű felszerelés került az újgazdákhoz. Többek között hat ekét, öt szekeret, négy szánt kaptak. Ezenkívül járom, henger, nehézborona, kukoricamorzsoló stb. került a parasztok tulajdonába. A gazdaság állatállományából 15 lovat, tehenet, tinót, ökröt osztottak szét; a zalaboldogfai földműves szövetkezet is megalakult.
1910-ben 561 lakosa volt, melyből 555 magyar volt. Ebből 548 római katolikus, 9 evangélikus volt.
A 20. század elején Zala vármegye Zalaegerszegi járásához tartozott.
1925. szeptemberében Pehm József apátplébános felszentelte az renovált kápolnát és a két új harangját. Miskei és monostori dr. Thassy Kristófné Csertán Margit asszony töltötte be a zászlóanyai tisztet.

## Címerleírás
Ezüst keretezésű, negyedelt, álló, csücskös tárcsapajzs. Első arany mezejében lebegő, gyökeres, zöld fa, lombjai között arany, kettős-keresztes országalma. Második és harmadik vörös mezejében két-két ezüst pólya, negyedig arany mezejében lebegő, jobbra ágaskodó, ezüst fegyverzetű, vörös nyelvű fekete vadkan. A pajzs fölött háromlombos, ékköves, nyitott nemesi arany korona lebeg, a pajzs alatt a település neve: „Zalaboldogfa” vörös keretezésű arany betűkkel.
A jelképek magyarázata: mindhárom jelkép IV. Béla Árpád-házi magyar királyra, illetve a szájhagyomány szerint hozzá fűződő történetre utal: nevezetesen arra, hogy amikor a király a tatárjárás idején rövid ideig itt tartózkodott, egy vaddisznó-vadászat alkalmával kénytelen volt egy fára felmenekülni. Az országalma a királyi hatalom jelképe, a vörös-ezüst sávok az Árpád-ház családi jelképe, a fa és a fekete vadkan pedig a király kalandját szimbolizálja. A pajzs fölötti nemesi korona a középkori egykori nemes földesuraira, a Gersei Pethőkre és a későbbi Tompa családra utal.

## Közélete

### Polgármesterei
- 1990–1994: Hajgató Gáspár (független)[20]
- 1994–1998: Hajgató Gáspár (független)[21]
- 1998–2002: Hajgató Gáspár (független)[22]
- 2002–2006: Luter Péter László (független)[23]
- 2006–2010: Luter Péter László (független)[24]
- 2010–2014: Luter Péter László (független)[25]
- 2014–2019: Luter Péter László (független)[26]
- 2019–2024: Ámon Ferenc (független)[27]
- 2024– : Tóthné Toldi Alexandra (független)[1]

A településen a 2024. június 9-i önkormányzati választás után, a polgármester-választás tekintetében nem lehetett eredményt hirdetni, mert szavazategyenlőség alakult ki a polgármesteri posztért függetlenként induló három hölgy közül kettő, Tóthné Toldi Alexandra és Egyed Zsófia Judit között. Az emiatt szükségessé vált időközi választást 2024. szeptember 1-jén tartották meg, ezen ismét mindhárom jelölt elindult, de ezúttal Tóthné egymaga a szavazatok csaknem 60 százalékát tudta megszerezni.

## Népesség
A település népességének változása:
| Lakosok száma | 334  | 329  | 324  | 308  | 333  | 353  | 369  |
|               | 2013 | 2014 | 2015 | 2021 | 2022 | 2023 | 2024 |

A 2011-es népszámlálás idején a nemzetiségi megoszlás a következő volt: magyar 98,7%, cigány 0,2%, német 6,97%, horvát 0,16%. A lakosok 70,2%-a római katolikusnak, 1,14% reformátusnak, 7,9% felekezeten kívülinek vallotta magát (19,6% nem nyilatkozott).
2022-ben a lakosság 93,4%-a vallotta magát magyarnak, 0,9% németnek, 0,3% cigánynak, 0,3% szlováknak, 0,3% horvátnak, 1,5% egyéb, nem hazai nemzetiségűnek (5,7% nem nyilatkozott; a kettős identitások miatt a végösszeg nagyobb lehet 100%-nál). Vallásuk szerint 57,4% volt római katolikus, 2,4% református, 0,9% evangélikus, 1,5% egyéb keresztény, 1,2% egyéb katolikus, 10,8% felekezeten kívüli (25,8% nem válaszolt).

## Nevezetességei
- Kisboldogasszony kápolna
- Keresztelő Szent János templom